# Тоссічія
Тоссічія (італ. Tossicia) — муніципалітет в Італії, у регіоні Абруццо,  провінція Терамо.
Тоссічія розташована на відстані близько 125 км на північний схід від Рима, 30 км на північний схід від Л'Аквіли, 15 км на південний захід від Терамо.
Населення — 1400 осіб (2014).
Щорічний фестиваль відбувається 18 липня. Покровитель — Santa Sinforosa.

## Демографія
Населення за роками:

Станом на 1 січня 2023 року в муніципалітеті офіційно проживало 35 іноземців з 12 країн, серед них 16 громадян країн Євросоюзу та 1 громадянин України.

## Сусідні муніципалітети
- Колледара
- Фано-Адріано
- Ізола-дель-Гран-Сассо-д'Італія
- Монторіо-аль-Вомано